# Под игото
Вижте пояснителната страница за други значения на Под игото.
„Под игото“, с подзаглавие „Роман из живота на българите в предвечерието на Освобождението“, е роман в три части на българския писател Иван Вазов, публикуван цялостно за първи път през 1894 г. Заглавието насочва към историческото време (към османското владичество), а подзаглавието „Из живота на българите в предвечерието на Освобождението“ отново насочва към време на робство, но и на пробуждане, на промяна в мисленето на общността. Основни опозиции: срам – слава, тъмнина – светлина.

## История и адаптации
Романът е написан през 1887– 1888 г. по време на изгнание на Вазов в Одеса (тогава в Руската империя, сега в Украйна). Пренесен е в България с руската дипломатическа поща. Публикуван е от издателство „Т. Ф. Чипев“. Първата част е публикувана за първи път през 1889 г. в „Сборникъ за народни умотворения, наука и книжнина“. През 1890 г. в същия сборник са публикувани и останалите части. През 1894 г. романът излиза като самостоятелна книга на английски („Under the Yoke“, изд. „William Heinemann“) и на български („Под игото“, изд. „Т. Ф. Чипев“). Българското издание от 1894 г. е с илюстрации на Антони Пьотровски, Йозеф Обербауер, Антон Митов и Иван Мърквичка и с портрет на Вазов. Първоначално са фотографирани актьорите от театър „Сълза и смях“, след което художниците рисуват персонажите по снимките, като използват и своя почерк. Следващите 3 издания на български (1896 г., 1910 г., 1920 г. – юбилейно), са издадени от Т. Ф. Чипев, с илюстрации на известни художници.
„Под игото“ е силно повлиян от френския романтизъм. Това е и първият роман в младата българска литература. Определян е като първия пример за този жанр в българската литература. Творбата е най-популярното произведение на автора, както и най-четената и превеждана българска книга. Литературната критика приема произведението нееднозначно. Романът събира в себе си носталгията за родния град на Вазов и за едно героично време в контраст на „епохата на дребните характери“, настъпила след Освобождението.
Първият превод на немски език на „Под игото“ е подготвен през 1896 година от Атанас Димитров, докато следва в Йенския университет, но е публикуван едва през 1918 година.
Романът е филмиран през 1952 г. Режисиран е от Дако Даковски. В него участват Мирослав Миндов, Лили Попиванова, Петко Карлуковски, Васил Кирков и други. Музиката е на Филип Кутев. Сценарий: Павел Спасов, Георги Крънзов. Оператор – Бончо Карастоянов.
Втората му филмова адаптация е през 1987 година, по случай 100-годишнина от създаването на славната книга, възвеличаваща подвига на Априлската епопея. В ролите: Андрей Слабаков, Елена Маркова, Георги Черкелов, Илия Караиванов, Минка Сюлеймезова, Георги Парцалев, Георги Калоянчев и др. Режисьор-постановчик: Нина Янкова, Музика: Георги Генков.
През 2009 година романът печели първо място в конкурса „Голямото четене“ (класация на най-любимите и четени книги на българите).

## Сюжет
Бяла черква. Чорбаджи Марко Иванов вечеря заедно с многочелядното си семейство. Неочаквано в нощта се чува стряскащ шум. Марко отива в обора и разпознава в сенките Иван Кралича, избягал от Диарбекир. На входната порта заудря онбашията с няколко заптиета и беглецът прескача зида. Докато се разразява буря, Кралича се измъква от няколко стражи, които се докопват единствено до палтото му. Заточникът се укрива в извънградска воденица, където спасява воденичаря и невръстната му дъщеря от гаврите на двама турци. Дядо Стоян му помага да погребат мъртвите главорези, след което откарва непознатия да се укрие в близкия манастир при дякон Викентий. На другия ден се връща и игуменът Натанаил, който носи лоши новини от града. Доктор Соколов през нощта е бил арестуван и откаран. Когато Иван го питал предния ден за Марковата къща, докторът му подарил дрехата си, защото беглецът бил дрипав. Иван сложил в джоба си бунтовнически книжа, а дрехата останала у турците. След тия известия той решава да отиде да се предаде, за да избави този добър човек.
Същата сутрин обаче чорбаджи Марко се засича с онбашията в кафенето и турчинът забравя там писмото с обвинението и доказателствата против доктора. През това време чорбаджията съумява да подмени книжата и така спасява Соколов от тежко наказание.
На връщане Соколов се среща на пътя с Иван Краличът и дякон Викентий, които са тръгнали да му помогнат. Така се запознават двамата революционери и между тях се заражда най-искрено приятелство. Двамата измислят новата самоличност на беглеца, с която той е въведен в обществото на Бяла Черква.
Скоро след появата му в града, по адрес на Бойчо Огнянов са пуснати лъжливи слухове, дори че той е турски шпионин. Но след намесата му на годишния изпит на ученичките от девическото училище, той печели на своя страна всички честни сърца. Подлият Стефчов прави неприлично предложение на младата учителка Рада Госпожина и раздразнен от отказа, решава да я компрометира пред училищното настоятелство. Той задава сложни и неразбираеми въпроси на ученичките, на които те не могат да отговорят. В този момент на помощ на учителката идва новопристигналият чужденец и ученичките се представят много добре на същите въпроси, но зададени просто и разбираемо. Тази постъпка настройва всички добре към него и особено красивата учителка. Планът на Стефчов е осуетен, но ненадейно детето на чорбаджи Мичо, без да иска, издава революционните приказки, които слуша вкъщи. Това дава нов повод на Стефчов да нападне Рада, но тази подробност е скоро забравена.
За да остане по-трайно в града и да оглавява комитета, Огнянов се наема като учител. Това му позволява да се вижда често и с Рада, в която се влюбва. Това, наред с революционната му дейност, настройва Стефчов срещу него. Поради любовта си с Рада, Огнянов си печели враг също в лицето на Мердевенджиев, който също я обича и праща тайно сантиментални писма, над които двамата млади се надсмиват.
Скоро след това край града се появява Муратлийски и Огнянов го посещава в една воденица, където са го приели. На връщане оттам той среща игумена и се разговаря с него току до зловещата воденица, където е извършено престъплението. В памет на това дело, на което Мунчо дълбоко се възхищава, той трупа камъни на мястото, където са заровени труповете. За нещастие по пътя се задава онбашият, който отива на лов и става свидетел на появата на хрътката на Емексиз Пехливана, която напада злобно Огнянов, като враг на стопанина си. Тази случка е докладвана от Шериф ага, но не предизвиква особен интерес.
Група доброволци от града представят благотворително пиесата „Многострадална Геновева“, където главната роля се изпълнява от Огнянов. Представлението, въпреки наивността си, се радва на голям успех и трогва до сълзи зрителите. Гост в града по това време е и Каблешков, който накрая на представлението вместо традиционната любовна песен подхваща „Къде си, вярна ти любов народна“. Никой обаче не се възмущава и всички изпяват дружно песента. Дори беят, който присъства на пиесата, се наслаждава на песента, тъй като неговият преводач умело го лъже за значението на текста.
Впоследствие вече популярният революционер относително лесно склонява много от жителите на градчето да се включат в тайния революционен комитет, но накрая много малка част от тях реално въстават през време Априлското въстание. В последната престрелка с турците, Соколов, Огнянов и Рада Госпожина загиват.

## Персонажи
- Иван Кралича/Бойчо Огнянов – син на заможен видински търговец, заточен в затвора в Диарбекир поради участието си в чета през 1868 г. След осемгодишен престой в крепостта той избягва и се завръща в България. Установява се в Бяла черква под името Бойчо Огнянов с намерение да продължи революционното дело. Той е с черна къдрава коса и е среден на ръст. Влюбва се в Рада Госпожина.

- Соколов – доктор в Бяла черква (той всъщност не е доктор, но помага с билки и най-различни лекове). Известен като голям веселяк – ерген, склонен към екстравагантен живот и приключения; човек с несериозно отношение към живота – пълно отрицание на уседналия домашен бит. Отглежда в дома си мечката Клеопатра, която е силно привързана към него. Срещата с Огнянов обаче пренарежда битието му – превръща несериозния младеж в саможертвен бунтовник. Влюбен е в Лалка.

- Рада Госпожина – сираче от дете, отгледана е от Хаджи Ровоама, която е калугерка в женския метох. Първоначално е нейна прислужница, после послушница, а накрая започва да работи като учителка в девическото училище към метоха. Тя е високо, стройно и хубаво момиче, с простодушен и светъл поглед и с миловидно, чисто и бяло лице, носи черна забрадка. Влюбва се в Огнянов. Любовта ѝ е трагична.

- Кириак Стефчов – син на богат чорбаджия, който е облагодетелстван от турската власт, открито шпионира и слугува на властта и е горещ противник на революционното движение. Той използва всеки удобен момент да наклевети бунтовниците. От самото начало той се превръща в пръв враг на Огнянов и Соколов. Жената на Стефчов Лалка е влюбена в Соколов и накрая умира – неволна жертва на омразата на Стефчов към последния. Стефчов неколкократно предава Огнянов на турците.

- Чорбаджи Марко Иванов – заможен търговец, патриот и приятел на бащата на Кралича. Възпитава децата си на почтеност и любов към родината. Чорбаджи Марко е главата на семейството и символизира типичния българин – почтен, разумен, прогресивен и родолюбец. Героят е петдесетгодишен, с исполински ръст, леко приведен, но строен. Лицето му е загрубяло от слънцето и ветровете, големите му вежди засенчват сините му очи. Марко е човек на реда, внимателен и добросърдечен, изпълнява християнските норми и държи на приличния вид и образованието на децата си. Самият той обича „учението и учените.“

- Чорбаджи Юрдан Диамандиев – привърженик на султана и поради това неблагонастроен към революционерите. Той е брат на Хаджи Ровоама и баща на Лалка и на кака Гинка. Противоречиво на неговите убеждения всичките му деца са патриотично настроени. Героят е на години, болнав, намръщен и нервен – „Той беше човек на миналото“. Чорбаджи Юрдан е безскрупулен и жесток в страстта си за власт и пари.

- Госпожа Хаджи Ровоама – калугерка в метоха, сестра на Юрдан Диамандиев и главна сплетница в селото. Рада Госпожина е бивша нейна храненица. Впоследствие Калугерката я изгонва. Тя също е сред главните врагове на Огнянов и Соколов (а впоследствие и на Рада)
- целият женски метох – представени като сплетници и умалени копия на хаджи Ровоама. Колчо има „тропар“ в който приписва на всяка от сетрите „благодетел“, точно обратна на греха който притежава – скъперничество, лакомия, липса на смирение и пр.

- Игумен Натанаил – игумен на мъжкия манастир в околностите на Бяла черква. Бивш хайдутин и добър стрелец с пушка. За известно време укрива Огнянов. Когато турците започват да издирват Огнянов е сред първите, които отиват да го предупредят. Той и дякон Викентий също споделят революционния идеал.
- Дякон Викентий – плах и нерешителен свещеник, от Бяла черква. Той е носител на други разбирания – за постепенното освобождаване на народа от старото, за израстването му най-напред като сбор от личности, а политическата свобода да бъде функция от личността. В хода на събитията Викентий израства революционно. Той жертва вижданията си в името на обществото, пада като герой в бунта.

- Мунчо – бавноразвиващ се глухоням, който живее в манастира. След като става свидетел как Иван Краличът убива двама турци, той се привързва силно към него и му се възхищава. Благодарение на предупреждението му Краличът е спасен от смърт. Накрая на книгата той единствен се опълчва срещу убийството на Бойчо и е „обесен на кланицата“, както се изразява Вазов.

- Колчо Слепеца – предан приятел на Огнянов, който не го изоставя в трудни времена. На два пъти се жертва в труден момент – когато Огнянов трябва да бъде спасен от заптиета и втори път – когато Колчо дава собствените си дрехи, за да се намери начин да се преоблече (и укрие) Огнянов

- Кандов – студент в Русия, увлечен по социалистическите идеи. Той е носител на идеите на младостта – всеобща свобода, равенство и братство. Намира се в града по здравословни причини, но скоро става съперник на Огнянов в любовта, а по-късно революционер и негов близък приятел. Кандов е готов да даде всичко в името на целта, на идеала си, жертвайки не само себе си, а и другите в името на Свободата
- Безпортев (Редактора) – Буен мъж, леко хром. Член на Тайния комитет. В подготовката на въстанието дотолкова се опиянява от идеята, че яхва като кон един турчин пред цялото множество от хора. Турчинът дори не поглежда към силяха с оръжието си. Редактора е един от малкото въстанали в Бяла Черва, заедно с Кандов, Попов, Муратлийски и Соколов. Той пада жертва на революцията.
- Муратлийски – другар на Бойчо от четата от 1868 г., който също като него се установява в Бяла Черква под самоличността на австрийския фотограф Ярослав Бързобегунек и продължава революционната си дейност. Брат на Муратлийски укрива Бойчо в най-тежките моменти, по-късно Рада отива да живее в Клисура при г-жа Муратлийска, докато води своята агитационна дейност. Муратлийски е една от жертвите на революцията

- Поп Ставри – поп в градската църква, също благосклонен към бунтовниците

- Чорбаджи Мичо Бейзадето – заможен чорбаджия, училищен настоятел, краен русофил, пламенна борческа натура, фанатично вярващ в гибелта на турската империя и член на белочерковския комитет.

- Христаки Заманов – българин, работещ като турски шпионин. Той се възползва от това, като изнудва българи и турци за пари, но не издава никакви тайни около делото

- Фратю – заклет републиканец и член на комитета. Прави впечатляващ дебют като основен антагонист в „Многострадална Геновева“. В навечерието на борбата страхът го прави изменник.

- Иван Боримечката – революционер от съседното село Алтъново. Той е с гигантски ръст и сила, простичък и недодялан, но добродушен, отзивчив на общонародните настроения и всеотдаен в участието си в освободителното дело. Верен другар на Огнянов.

- Марийка – девойка, което Бойчо спасява от изнасилването на двама турци. В края на романа отново се появява, натоварена е със задачата да предаде важно съобщение от Огнянов на Соколов.

- Шериф ага – онбашията на Бяла Черква. Лукав, един от враговете на Огнянов
- Тъмрашлията – каймакаминът на околността. Представен е като леко наивен, донякъде и благосклонен към българското население (като за турчин)

- Тосун бей – кръвожаден турчин, изпратен с многобройни башибозуци да потуши въстанието в Стремската долина. Показва изключителна жестокост.

- Тодор Каблешков – представен като 26-годишен момък, среден на ръст, твърде сух и слаб, с едва поболи мустаци, черна като въглен коса, притежава живи очи с огнен поглед. Той е будна и бурна личност, посветила се изцяло на революционното дело.

- Лалка – дъщеря на чорбаджи Юрдан, сестра на Гинка, племенница на хаджи Ровоама и съпруга на Стефчов. Влюбена в Соколов. Омразата в дома ѝ спрямо бунтовниците я задушава, тя умира като нейна косвена жертва.
- Недкович – разумен и трезвомислещ мъж, член на комитета. родственик на чорбаджи Юрдан, но това не го спира да се обвърже с каузата на бунтовниците. Занимава се по агитацията. Недкович се опитва да пресече клеветите по адрес на Рада във връзка с отношенията ѝ с Кандов – но без успех.

- Клеопатра – мечето на Доктор Соколов

- Кака Гинка – либерална и смела жена, с весел нрав. Тя е голямата дъщеря на туркофила чорбаджи Юрдан. Кака Гинка е образец за свободомислеща жена. Тя явно демонстрира симпатиите си към Огнянов и обкръжението му; открито и най-активно се включва в подготовката за въстанието; пренебрегва личните си семейни отношения и бесния гняв на баща си. Омъжена е за Генко Гинкин. Кака Гинка се появява и в трета част на трилогията „Бяла Черква“ – „Нова земя“
- Генко Гинкин – заврян зет, на чорбаджи Юрдан, който приема името на кака Гинка
- Хаджи Смион – герой познат ни още и от „Чичовци“. родственик на чорбаджи Юрдан по женска линия. Хаджи Смион е политически хамелеон, той често си мени мнението според силният на деня. Симпатизира тайно на бунтовниците, но за разлика от кака Гинка не смее да изкаже явно тези симпатии.

- Отец Йеротей – монах, книжовник, скромен, тих, незабележим, но изключително активен към каузата. Той си дава парите, жертва ги за нещо ново, различно от досегашната му дейност.

Като второстепенни герои се появяват също персонажите от повестта „Чичовци“ (Иванчо Йотата, Хаджи Смион, Ганчо кафеджията и др.) тъй като действието и на двете произведения се развива по приблизително едно и също време в същата област.